# 748 هـ
748 هـ هي سنة في التقويم الهجري امتدت مقابلةً في التقويم الميلادي بين سنتي 1347 و1348.

## مواليد
- أبو زيان محمد بن أحمد

## وفيات
- أبو حفص عمر بن أبي بكر
- سيف الدين شعبان بن الناصر محمد
- الأدفوي

- عام 748 هـ الموافق 1347 م توفي الإمام المحدث المؤرخ شمس الدين أحمد بن عثمان الذهبي، صاحب كتاب «تاريخ الإسلام وطبقات المشاهير والأعلام».